# جورج روبرت كاروثرز
جورج روبرت كاروثرز (بالإنجليزية: George Robert Carruthers)‏ (المولود في 1 أكتوبر 1939) مخترع، وفيزيائي، ومهندس، وعالم فضاء أمريكي. اخترع كاروثرز كاميرا الأشعة فوق البنفسجية (المطياف البصري) لصالح ناسا حتى تستخدمه عند إطلاق أبولو 16 عام 1972، كما أثبتت أعماله وجود الهيدروجين الجزيئي في الوسط بين النجمي. في عام 2003، أدخل كاروثرز إلى قاعة مشاهير المخترعين الوطنيين. حصل على درجة الدكتوراه الفخرية للهندسة من جامعة ميشيغان التقنية.

## سيرته
ولد كاروثرز ذو الأصول الأمريكية الإفريقية، في 1 أكتوبر 1939 في سينسيناتي، أوهايو لجورج وصوفي كاروثرز. عمل والده مهندسًا مدنيًا، في حين كانت والدته ربة منزل، وعاش مع عائلته في مدينة ميلفورد بولاية أوهايو. في سن مبكرة، وبتشجيع من والده، طور جورج اهتماماته بالفيزياء والعلوم وعلم الفلك. صنع في سن العاشرة أول تلسكوب له من أنابيب الورق المقوى والعدسات التي اشتراها باستخدام المال الذي حصل عليه من عمله كفتى توصيل.
توفي والده وهو بعمر اثني عشر عامًا، بعد ذلك انتقلت عائلته إلى الجانب الجنوبي من شيكاغو حيث بقي حتى ذهابه إلى الجامعة. لم يكن أداؤه الأكاديمي جيدًا في المدرسة في صغره، إذ حصل على درجات متدنية في الرياضيات والفيزياء، ومع ذلك، فاز بثلاث جوائز في معرض العلوم خلال هذا الوقت. استمتع كاروثرز بزيارة المتاحف والمكتبات في شيكاغو وقبة أدلر السماوية التي جعلته قارئ خيال علمي متحمس، كما استمتع ببناء صواريخ نموذجية. بعد ذلك أصبح عضوًا في جمعية صواريخ شيكاغو والنوادي العلمية المختلفة.
بعد تخرجه من مدرسة إنغلوود الثانوية، التحق بكلية الهندسة في جامعة إلينوي في إربانا-شامبين، وحصل على بكالوريوس في هندسة الطيران عام 1961، وأكمل الدراسات العليا في نفس الجامعة، وحصل على درجة الماجستير في الهندسة النووية عام 1962، ودرجة الدكتوراه في هندسة الطيران والملاحة الفضائية عام 1964. خلال دراسته، عمل كاروثرز كباحث ومساعد تدريس للبلازما والغازات.
خلال ثمانينيات القرن العشرين، ساعد كاروثرز في إنشاء برنامج المتدربين في العلوم والهندسة، والذي يسمح لطلاب المدارس الثانوية بقضاء فصل الصيف في العمل مع العلماء في معمل أبحاث البحرية الأمريكية. عمل كاروثرز لاحقًا مع منظمة الاتصال المجتمعي التابعة للمعمل، وساهم في دعم عدة أنشطة تعليمية في العلوم في منطقة واشنطن العاصمة.
منذ عام 1983، عمل كاروثرز رئيسًا للجنة التحرير والتدقيق ومحررًا في مجلة الرابطة التقنية الوطنية.
خلال صيف عامي 1996 و 1997، درّس مساقًا في علوم الأرض والفضاء لمدرسي العلوم في المدارس العامة. كما ساعد في تطوير سلسلة من أشرطة الفيديو حول الأرض وعلوم الفضاء لطلاب المدارس الثانوية.
في عام 2002، بدا كاروثرز تدريس مساق دراسي لمدة سنتين في علوم الأرض والفضاء في جامعة هاورد برعاية منحة تطوير الأيدي العاملة في مجال الفضاء الجوي التابعة لوكالة ناسا.
في 12 فبراير 2009، كُرّم كاروثرز لكونه محاضرًا متميزًا في مكتب معمل الأبحاث البحرية، ولما حققه من إنجازات في مجال علوم الفضاء.
في 1 فبراير 2013، منحه الرئيس باراك أوباما ميدالية التكنولوجيا والابتكار الوطنية لعام 2012 في البيت الأبيض.
يملك كاروثرز عضوية في الجمعية الفلكية الأمريكية، والاتحاد الجيوفيزيائي الأمريكي، والمعهد الأمريكي للملاحة الجوية والفضائية، والجمعية الأمريكية لتقدم العلوم، والجمعية الوطنية للفيزيائيين السود. عاش معظم حياته في واشنطن العاصمة.

### الاختراعات والاكتشافات
يعد كاروثرز مخترع المطياف البصري، كما أثبتت أعماله وجود الهيدروجين الجزيئي في الوسط بين النجمي.
في عام 1964، بدأ كاروثرز العمل في معمل أبحاث البحرية الأمريكية في واشنطن العاصمة، حيث ركز عمله على علم الفلك فوق البنفسجي البعيد. حصل عام 1969 على براءة لاختراعه «محول الصور» الذي كشف الإشعاع الإلكترومغناطيسي في الطول الموجي القصير، وفي عام 1970، أجرى أول فحص للهيدروجين الجزيئي في الفضاء.
بعد ذلك بعامين، اخترع كاروثرز أول مرصد على سطح القمر، كاميرا الأشعة فوق البنفسجية (المطياف البصري) الني استخدمت في مهمة أبولو 16. في عام 1986، التقط أحد اختراعاته صورة فوق بنفسجية لمذنب هالي. وفي عام 1991، اخترع كاميرا استخدمت في بعثة المكوك الفضائي.

## جوائز
حصل على جوائز منها:
- القلادة الوطنية للتكنولوجيا والابتكار (2012)
- جائزة هلين ب. وارنر لعلم الفلك (1973)
- جائزة آرثر س. فليمنج [الإنجليزية]‏.